# Девід Мезерс
Девід Мезерс (англ. David Mathers, нар. 23 жовтня 1931, Глазго) — шотландський футболіст, що грав на позиції півзахисника. Виступав, зокрема, за клуб «Партік Тісл», а також національну збірну Шотландії.

## Клубна кар'єра
Приєднався до «Партік Тісл» 1947 року ще під час навчання в школі, а через два роки 17-річний Девід підписав професіональний контракт. Тричі виходив до фіналу кубку Шотландської ліги, в якому «Партік Тісл» тричі програвав: 1954 — «Іст Файф» (2:3), 1957 — «Селтік» (0:3) та 1959 — «Гартс» (1:5). Зіграв у 180 матчах чемпіонату шотландського чемпіонату. У вересні 1959 року приєднався до «Гідінгтон Юнайтед» з Південної футбольної ліги, який влітку наступного року змінив назву на «Оксфорд Юнайтед». У грудні 1960 року повернувся до «Партік Тісл», проте у футболці клубу не зіграв жодного офіційного матчу. Влітку 1961 року перейшов до «Іст Стерлінгшир», у футболці якого завершив футбольну кар'єру наступного року.

## Кар'єра в збірній
У футболці національної збірної Шотландії провів 1 поєдинок, у фінальній частині чемпіонату світу 1954 року проти Фінляндії. Незважаючи на потрапляння до списку з 22-х гравців збірної для поїздки до Швейцарії, шотландська збірна взяла на фінальну частину лише 13 гравців. Спочатку Мезерс залишився вдома, разом з Боббі Комбом та Джорджем Гамільоном, проте поїхав до Швейцарії після травми Боббі Джонстоуна. У 1956 році зіграв 1 поєдинок у збірній гравців чемпіонату Шотландії.

## Досягнення
«Партік Тісл»
- Кубок шотландської ліги
  -  Фіналіст (3): 1954, 1957, 1959

- Кубок Глазго
  -  Володар (4): 1951, 1953, 1955, 1961